# 아와이촌 (에히메현)
아와이촌(粟井村)은 에히메현 온센군에 설치된 촌이다.